# Djeca ljubavi
«Djeca ljubavi» — музичний альбом гурту Novi fosili. Виданий 1990 року лейблом Jugoton. Загальна тривалість композицій становить 38:18. Альбом відносять до напрямку поп.

## Список пісень
Сторона A
1. «Djeca ljubavi» — 3:45
2. «Samo navika» — 4:15
3. «Ispod mjeseca boje trešanja» — 3:48
4. «Teške riječi» — 3:45
5. «Papa RAP» — 3:55

Сторона B
1. «Pjevaju šume» — 5:30
2. «Kad budemo ja i ti 63» — 3:05
3. «Daj, daj, daj…» — 3:29
4. «Marina, ne daj se» — 4:35
5. «Rock & Roll zezanje» — 2:11